# 北精進ケ滝
北精進ヶ滝（きたしょうじがたき）は、山梨県北杜市の南アルプス国立公園にある滝。山を隔てた南精進ヶ滝と区別するために北精進ヶ滝と呼ばれるが、元来は精進ヶ滝といえば当滝を指した。日本の滝百選の一つ。

## 概要

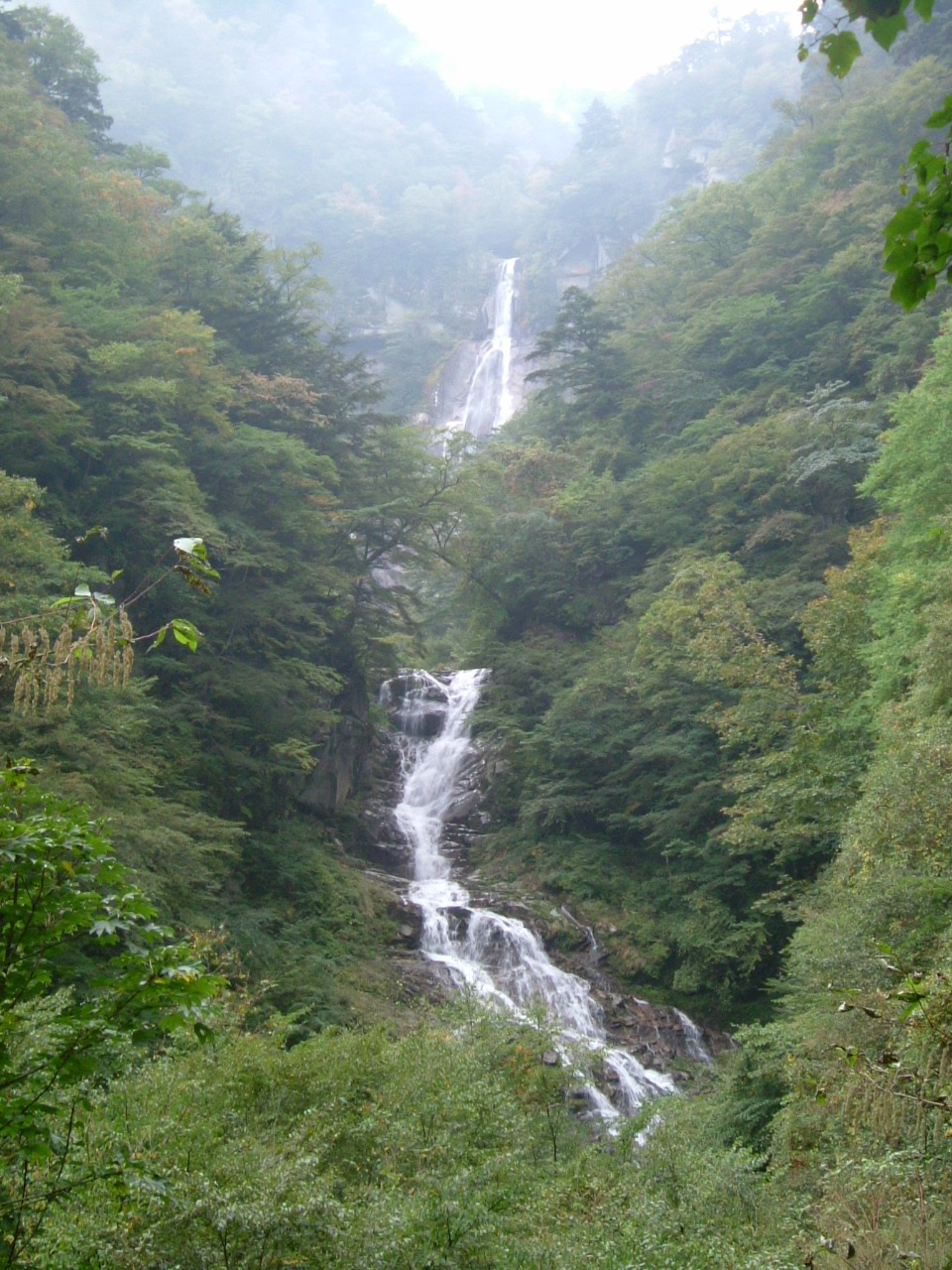
北精進ヶ滝（奥）と
九段の滝（手前）

鳳凰三山の一つである地蔵ヶ岳を水源とする石空川（いしうとろがわ・富士川水系大武川支流）にかかり、標高1,400m付近から数段にわたり落下する。落差の総計は121mとも180mとも推定され、鳳凰山山域中で最大である。
付近を糸魚川静岡構造線が走り、閃雲花崗岩の露出した断崖を流下して行く。直下には後述の九段の滝があり、さらに下流にも一の滝、二の滝、三の滝等複数の滝が続いており、石空川渓谷と呼ばれている。渓谷に沿って遊歩道が整備されており、駐車場から滝見台までは約40分。
鳳凰山を信仰する行者が大武川を遡行する経路を通る場合、この滝で斎戒沐浴する事からその名がついた。また精進は障子に通じ、大岩壁を表す意味もある。実際、滝の右岸側には花崗岩の大岩壁が聳つ。

## 九段の滝
北精進ヶ滝の直下にあり、落差40m。末広がりの段瀑で、滝前には美しい白砂の浜が広がる。
石空川渓谷遊歩道終点にある滝見台からは、上流の北精進ヶ滝とあわせ一望できる。